# Naum Sekulovski
Naum Sekulovski (*Melbourne, Australia, 14 de mayo de 1982), futbolista australiano, con ascendencia macedonia. Juega de volante y su primer equipo fue Gippsland Falcons.

## Selección nacional
Ha sido internacional con la selección de fútbol de Australia sub-23.